# Anolis acutus
Anolis acutus är en ödleart som beskrevs av  Hallowell 1856. Anolis acutus ingår i släktet anolisar, och familjen Polychrotidae. Inga underarter finns listade i Catalogue of Life.